# Amborsö
Amborsö är en ö i Kökar på Åland (Finland). Den ligger öster om Trubbenholm och söder om Finnö, bara 1,5 km från Karlby som är huvudorten på Kökar.
Öns högsta punkt är 23 meter över havet och arean är 0,49 kvadratkilometer. 
Öns area är 24,5 hektar och dess största längd är 0,8 kilometer i öst-västlig riktning.
Terrängen på Amborsö domineras av klipphällar, ljung, en och enstaka träd och större buskar. Ön är obebyggd.